# Кіберметрія
Кіберметрія (вебометрія) (англ. Cybermetrics/Webometrics) — аналіз потоків кіберінформації (усіх видів медіа-інформації) з використанням наукометричних, бібліометричних і інформаційних підходів. Область, що вивчає за допомогою бібліометричних методів властивості мережі Web, а також методологію дослідженняWorld Wide Web. Також є одним із рейтингів, за яким аналізують ступінь представлення діяльності в Інтернет-просторі. Рейтинг складають з 2004 року.
Видається журнал «Cybermetrics: International Journal of Scientometrics, Informetrics and  Bibliometrics» (ISSN 1137-5019).

## Історія
Перший у світі сайт info.cern.ch з'явився в 1990 році. Вперше термін «вебометрія» було введено у 1997 році Т. Алміндом і П. Інверсеном в цілях побудови когнітивних карт і математичних моделей WWW. Спочатку вебометрія передбачала «bibliometrics on the Web», тобто використання бібліометрії при аналізі Web. На сьогодні є декілька визначень цього поняття і ось основні з них:
- Вебометрія — це статистика цитування вебсайтів.
- Вебометрія — це область, яка вивчає характер і властивості мережі Web за допомогою бібліометричних методів.
- Вебометрія — це методологія дослідження World Wide Web.

На сьогодні вебометрія має такі напрямки дослідження: аналіз соціальних феноменів у Веб; розробка та використання Веб індифікаторів; збирання даних про Веб; аналіз гіперпосилань. Також, вебометрія — сайт проекта, присвяченого ранжування наукових та освітніх закладів.

## Рейтинг сайтів за популярністю
Популярність сайтів визначається кількістю відвідувачів, що переглянули принаймні одну сторінку. Принципи вебометрії направлені на оцінку вищої освіти в Інтернеті, розвиток вебпублікацій, оцінка інформаційних ресурсів. Цільові групи рейтингу — виміряння об'єму, авторитета і ефективності вебсторінок .

## Методологія
Мета полягає в тому, щоб не оцінювати Web-сайти, їх дизайн і юзебіліті, популярності їх змісту в залежності від кількості відвідувачів. Web-показники повинні оцінювати, з урахуванням їх актуальності і впливу. Web-присутність повинна бути надійним дзеркалом згідно з параметрами рейтингу. Сайт несе відповідальність за сайти підрозділів. Тому контроль роботи сайтів повинен бути постійний.